# Habsburg Hoch!

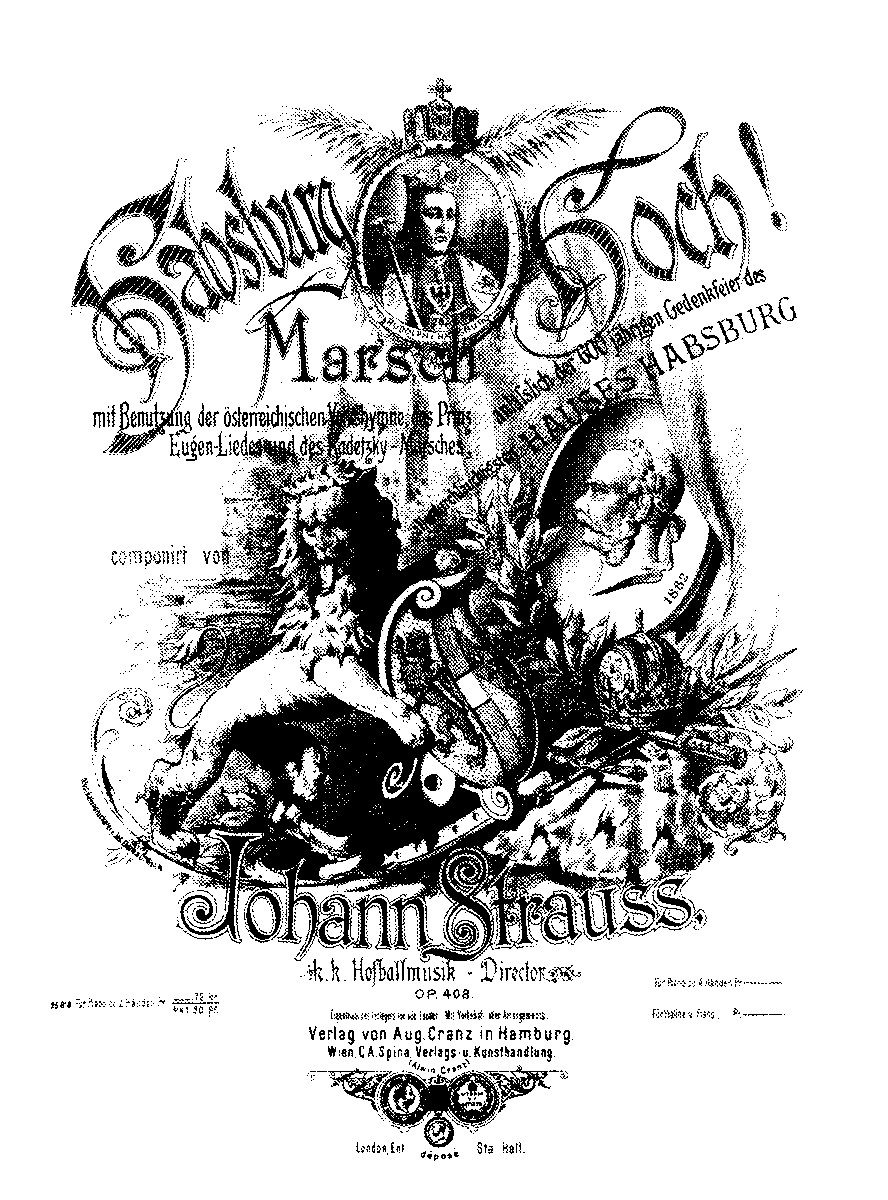

Habsburg Hoch! (Evviva gli Asburgo!) op. 408, è una marcia di Johann Strauss (figlio).
Nel 1273 il conte Rodolfo I d'Asburgo ascese al trono del Sacro romano impero. Attraverso la forza delle armi conquistò diversi territori, tra cui l'Austria e la Stiria e, cercando di rafforzare il proprio Hausmacht (potere dinastico), in quanto imperatore donò questi territori ai suoi due figli, Alberto e Rodolfo, il 27 dicembre 1282. Così cominciò la convivenza tra la casa d'Asburgo e l'Austria, destinata a protrarsi fino al 1918.
Il 27 dicembre 1882 (Il giorno degli Asburgo) fu caratterizzato da celebrazioni in tutta l'Austria, tra queste celebrazioni una serata di festa al  Carl-Theater di Vienna. Lì, dopo un prologo di Josef Weyl e la prima della commedia di Ludwig Anzengruber, Die umkehrte Freit, Johann Strauss diresse la prima rappresentazione della sua marcia Habsburg Hoch!.
La marcia venne scritta per festeggiare i 600 anni della casa regnante austriaca, e infatti, dal brano riemergono anche le melodie più significative che avevano caratterizzato la storia della famiglia reale, come l'inno austriaco di Joseph Haydn (Gott Erhalte Franz den Kaiser), il "Prinz Eugen-Lied e la Radetzky-Marsch di Johann Strauss padre.